# La storia dei tredici
La storia dei tredici è un film del 1917 diretto da Carmine Gallone. Il film è tratto dal secondo episodio (La duchessa di Langeais) del libro Storia dei tredici, pubblicato in Italia nel 1835.

## Trama
Un gruppo di tredici intellettuali annoiati si riunisce in una sorta di confraternita segreta all'insegna delle emozioni e del piacere, in cui non viene posto alcun limite all'audacia, purché venga bandito l'amore. Uno di loro tradisce il patto innamorandosi della duchessa di Langeais e, per scoprire chi è venuto meno all'accordo, il conte Centanni affida a Montriveaux, unico sodale vissuto senza mai aver provato l'amore, il compito di indagare sullo spergiuro. Montriveaux tuttavia si avvale del suo mandato per tentare di sedurre la duchessa. Gli amici del gruppo dei tredici lo sospettano e fanno quindi rapire la duchessa.